# 수헤임 빈 하마드 스타디움
수헤임 빈 하마드 스타디움(아랍어: ملعب سحيم بن حمد)은 카타르 도하에 있는 종합 운동장이다. 대부분은 카타르 SC의 축구 경기가 열린다. 약 19,000명을 수용할 수 있고, 2011년 AFC 아시안컵의 개최 경기장으로 선정되었다.